# Banda Senderos
Banda Senderos ist eine deutsche Dancehall-, Reggae- und Pop-Band aus Essen, deren Mitglieder in Chile, dem Kongo, in Polen und in Deutschland beheimatet sind.

## Geschichte
Die Band wurde 2012 von Sebastián Campos-Schwermann, David Fiege und Julian Kühn gegründet. Besondere Aufmerksamkeit wurde ihr zuteil, als sie 2014 mit ihrer Single Ay nenita den Global Pop Hit Award des Radiosenders WDR Funkhaus Europa gewann. Das erste Album Mobulu erschien im April 2015.
Im Frühjahr 2019 kündigte die Band über ihre Social-Media-Kanäle die Veröffentlichung von neuen Singles und einem Album im Sommer an. Die erste Single-Auskoppelung Mala Vena erschien im April 2019 und fand u. a. Gehör durch Airplay beim Radiosender WDR COSMO.
Im Juni 2019 veröffentlichte die Band mit der Essener Rap-Crew 257ers die Single Sonne in die Stadt. Zusammen drehten die Künstler ein  Musikvideo und traten gemeinsam beim 37. Open Air Werden vor knapp 15.000 Zuschauern auf.

## Stil
In der Musik von Banda Senderos finden sich Einflüsse von Dancehall, Reggae und elektronischen Pop-Elementen. Die Texte der Band sind mehrsprachig. Zur Verwendung kommen Deutsch, Spanisch, Englisch, Französisch und Lingála.

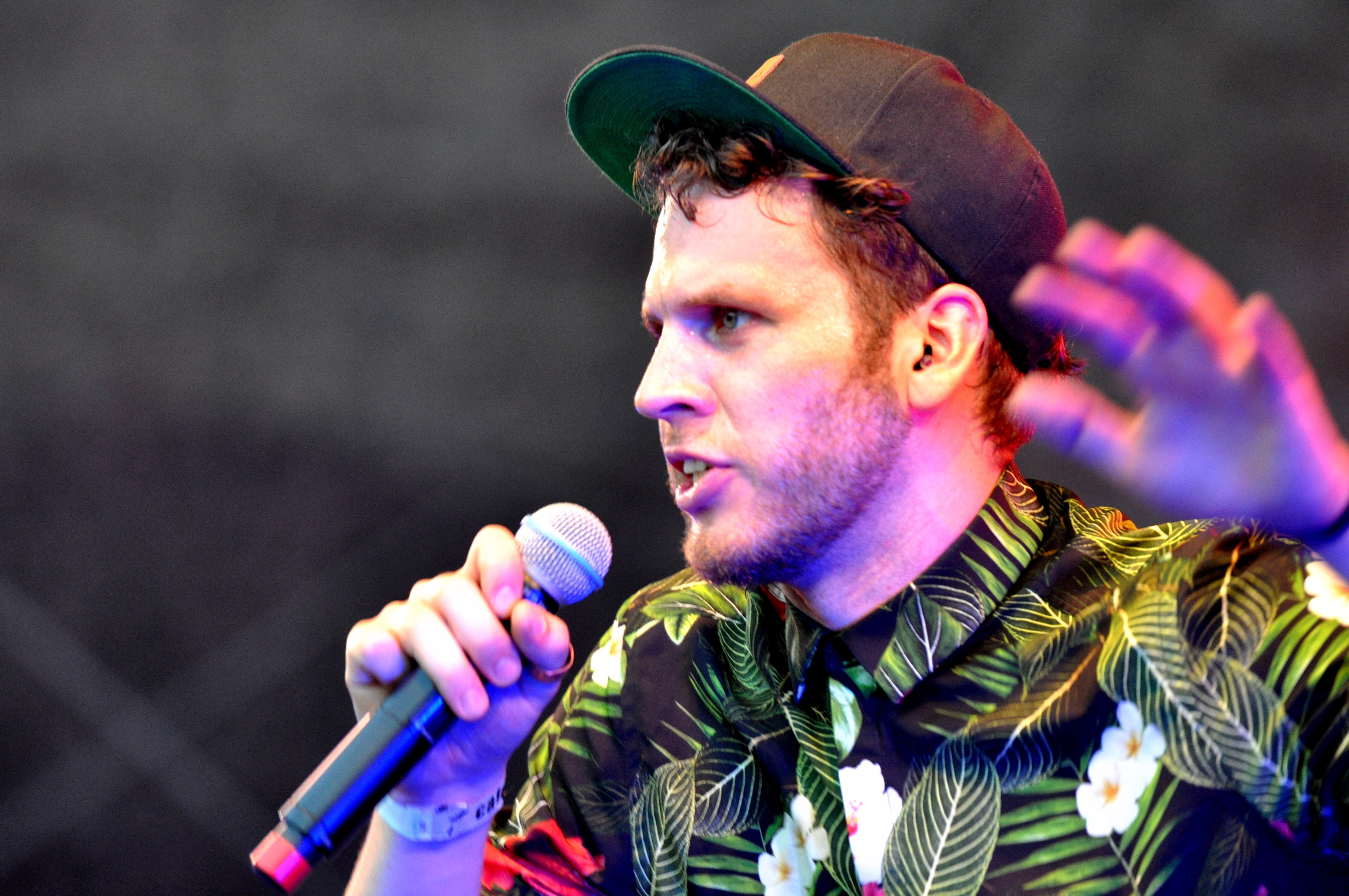
Sebastián Campos-Schwermann

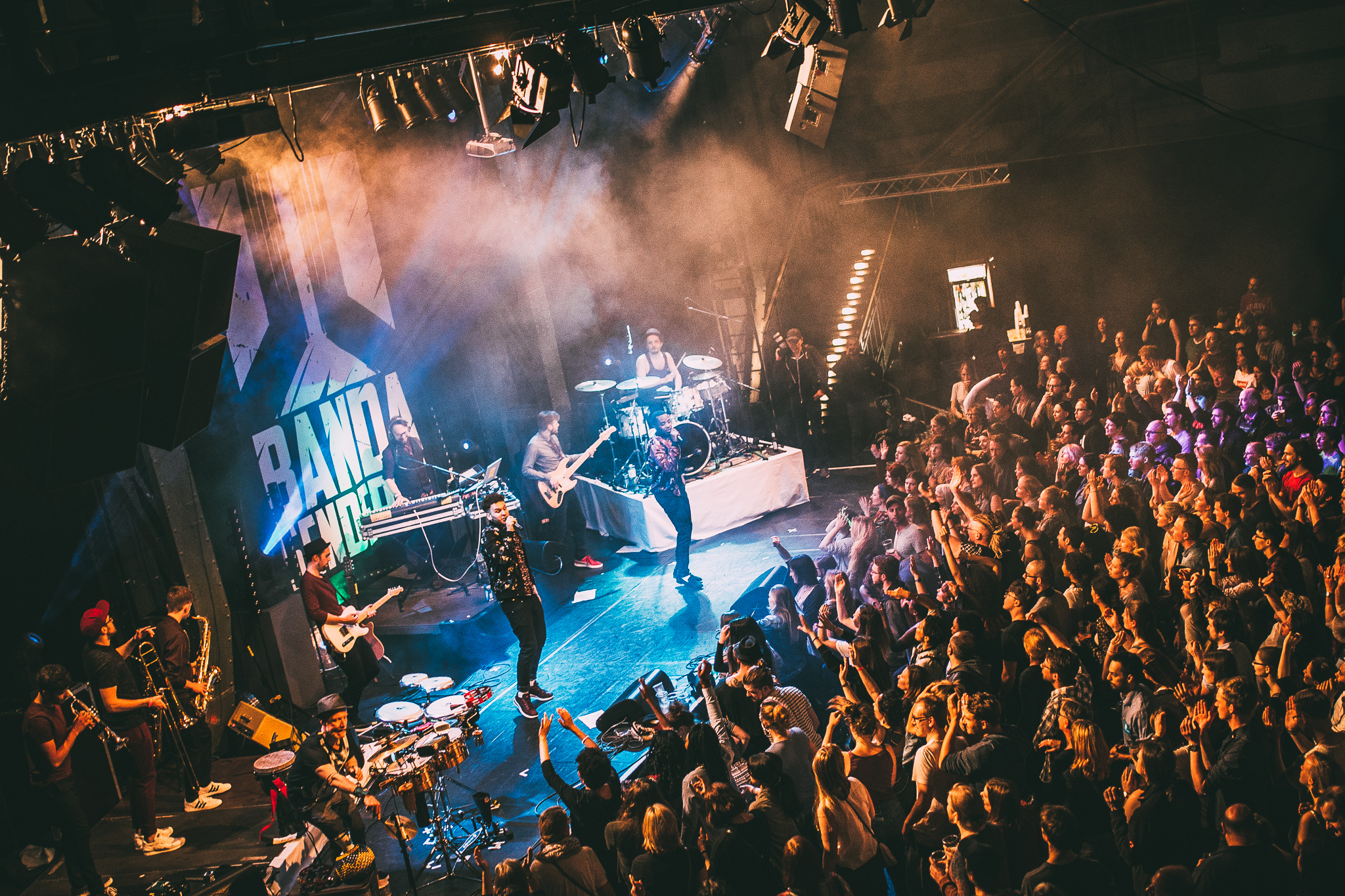
Banda Senderos live beim Konzert in der Weststadthalle Essen am 22. April 2017

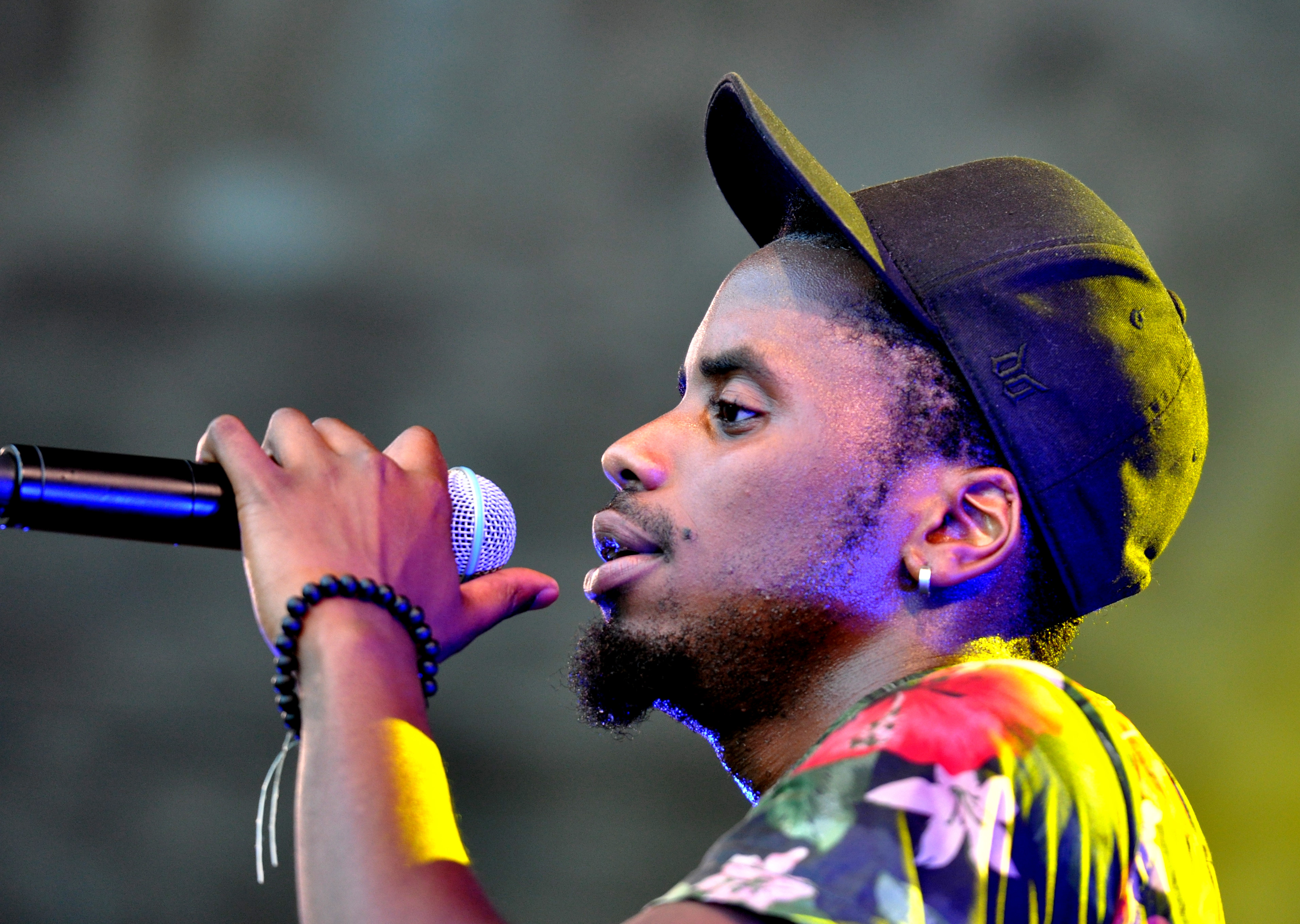
Dan Brown

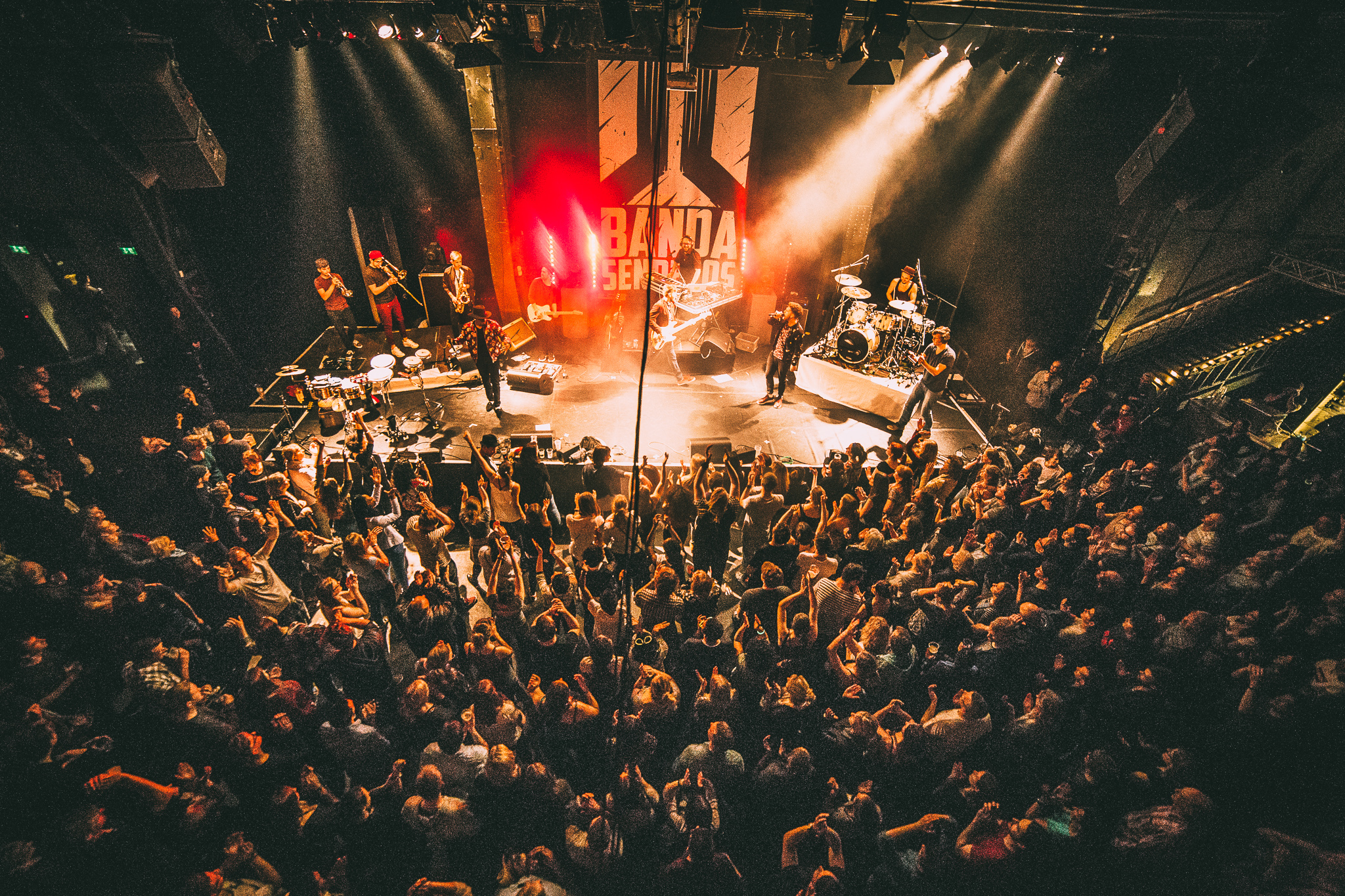
Banda Senderos live beim Konzert in der Weststadthalle am 22. April 2017

## Diskografie
- El primer Sendero EP (2013; momental)
- Vagabundo EP (2014; momental)
- Ay nenita Single (2014; momental)
- Baila (2015; momental)
- Mobulu Album (2015; momental)
- So ist das Leben Single (2016; momental)
- Sinkende Sonne Single (2017; momental)
- Mala Vena Single (2019; Banda Senderos)
- Sonne in die Stadt (feat. 257ers) Single (2019; Banda Senderos)